# Череп Валерій Іванович
Валерій Іванович Череп (23 березня 1940, село Данило-Іванівка Мелітопольського району Запорізької області) — український політик. Кандидат у члени ЦК КПУ в 1981—1990 р. Депутат Верховної Ради УРСР 10—11-го скликань. Народний депутат України 1—3-го скликань.

## Життєпис
Народився в родині робітника. З 1953 по 1957 рік навчався в Запорізькому будівельному технікумі.
З 1957 року — майстер управління № 2 тресту «Кривбасрудбуд» міста Кривого Рогу; виконроб, начальник дільниці будівельного управління № 16 тресту «Криворіжпівнічрудбуд» міста Кривого Рогу Дніпропетровської області.
До 1960 року служив у Радянській армії.
У 1960—1961 роках — начальник дільниці будівельного управління тресту «Криворіжпівнічрудбуд» міста Кривого Рогу.
У 1961—1962 роках — студент Дніпропетровського інженерно-будівельного інституту. Член КПРС з 1962 року.
У 1962—1964 роках — начальник дільниці тресту «Криворіжпівнічрудбуд».
У 1964—1968 роках — заступник начальника ремонтно-будівельного цеху Криворізького Центрального гірничозбагачувального комбінату; головний інженер, начальник будівельного управління «Промбуд-2» тресту «Криворіжагробуд».
У 1968—1971 роках — керуючий трестів «Криворіжіндустрбуд», а потім «Кривбасрудбуд».
У 1969 році без відриву від виробництва закінчив Криворізький гірничорудний інститут, інженер-будівельник.
У 1971—1977 роках — заступник голови виконавчого комітету Дніпропетровської обласної ради депутатів трудящих.
У грудні 1976 — травні 1978 року — перший заступник голови, з травня 1978 по травень 1982 року — голова правління Українського міжколгоспного об'єднання по будівництву («Укрміжколгоспбуд»).
12 травня 1982 — листопад 1985 року — Міністр сільського будівництва Української РСР.
У грудні 1985 — 1991 року — заступник голови Держагропромбуду УРСР, заступник голови Держагропромбуду — голова Украгробуду (з 25 вересня 1986 року — міністр УРСР).
Народний депутат України 1-го скликання з 03.1990 (1-й тур) до 04.1994, Білопільський виборчий округ, № 349, Сумська область. Голова Комісії з питань будівництва, архітектури та житлово-комунального господарства (з 06.1990). Групи «Аграрники», «Земля і воля».
У 1991 — серпні 1997 року — голова ради Української кооперативно-державної корпорації агропромислового будівництва «Украгропромбуд».
Народний депутат України 2-го скликання з 04.1994 (2-й тур) до 04.1998, Білопільський виборчий округ, № 350, Сумська область. Член групи «Конституційний центр». Член (до 10.1997 — голова) Комітету з питань базових галузей та соціально-економічного розвитку регіонів.
У серпні 1997 — квітні 1998 року — Міністр транспорту України.
Народний депутат України 3-го скликання з 03.1998, виборчий округ № 158, Сумська область. Член Комітету з питань будівництва, транспорту і зв'язку (з 07.1998; з 02.2000 — 1-й заст. голови); член фракції СДПУ(О) (з 05.1998). 13 грудня 2001 року Апеляційний суд м. Києва припинив депутатські повноваження.
5 червня 2001 — 7 травня 2002 року — Голова Державного комітету з будівництва, архітектури та житлової політики України.
Член Вищої економічної ради Президента України (липень 1997 — листопад 2001). Член СДПУ(О) (2000—2005); член Політради СДПУ(О) (з 06.2000); член Політбюро СДПУ(О) (з 03.2003).
Обраний народним депутатом України 4-го скликання з квітня 2002 від СДПУ(О), № 13 в списку. Склав мандат у травні 2002 року у зв'язку з призначенням на посаду Голови Державного комітету України з будівництва та архітектури.
7 травня 2002 — 1 квітня 2005 року — Голова Державного комітету України з будівництва та архітектури.
Після 2005 року завершив політичну кар'єру. До 2021 року продовжував жити в елітній державній дачі під Києвом.

## Родина
Українець. Батько Іван Купріянович (1896—1941), мати Феодосія Трохимівна (1900—1985).
Дружина Людмила Миколаївна (1946) — економіст; дочка Лариса (1967) — медик; син Сергій (1974) — економіст, політичний діяч.

## Нагороди
- три ордени Трудового Червоного Прапора
- орден «За заслуги» І ступеня (.03.2010)[12]
- орден «За заслуги» ІІ ступеня (.03.2000)[13]
- орден «За заслуги» ІІІ ступеня (.06.1997)[14]
- орден князя Ярослава Мудрого V ступеня (.08.2004)
- Почесна грамота Кабінету Міністрів України (.03.2000)[15]
- Заслужений будівельник Української РСР.